# Polnische Poolbillard-Meisterschaft 1994
Die polnische Poolbillard-Meisterschaft 1994 war die dritte Austragung der nationalen Meisterschaft in der Billardvariante Poolbillard. Neben dem Wettbewerb in der Disziplin 8-Ball wurde erstmals auch ein 9-Ball-Wettbewerb ausgespielt. Der 8-Ball-Wettbewerb fand vom 3. bis 5. Mai 1994 in Krakau statt, der 9-Ball-Wettbewerb vom 10. bis 12. Juni 1994 in Warschau.

## Medaillengewinner
| Disziplin       | Gold                                     | Silber                           | Bronze                                   |
| --------------- | ---------------------------------------- | -------------------------------- | ---------------------------------------- |
| Herren – 8-Ball | Krzysztof Kutacha (Monte Carlo Katowice) | Janusz Panicz (Ósemka Rzeszów)   | Krzysztof Gastman (Magnum Warszawa)      |
| Herren – 9-Ball | Dariusz Stanik (Agawa Piekary Śląskie)   | Dariusz Skurat (Elida Białystok) | Krzysztof Kutacha (Monte Carlo Katowice) |